# Diakonische Stiftung Bethanien (Lötzen)

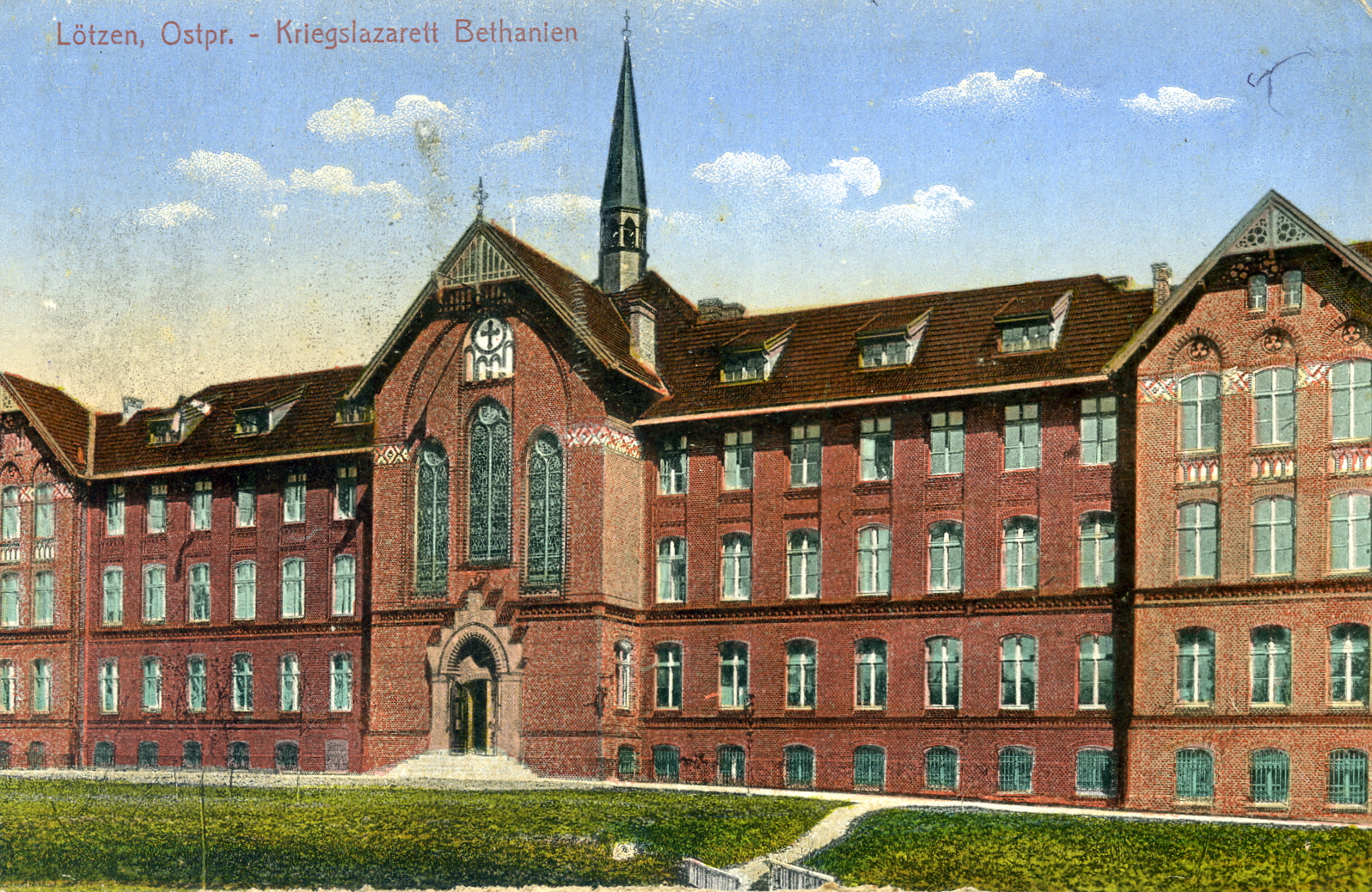
Mutterhaus in Lötzen (1915)

Die Diakonische Stiftung Bethanien (Lötzen) ist eine kirchliche Stiftung bürgerlichen Rechts mit Sitz in Quakenbrück, die dem Kaiserswerther Verband deutscher Diakonissen-Mutterhäuser und dem Diakonischen Werk in Niedersachsen angeschlossen ist.
Der Ursprung der Arbeit der Diakonischen Stiftung liegt in Ostpreußen. Das evangelisch-lutherische Diakonissen-Mutterhaus Bethanien wurde 1909 in Lötzen (heute Giżycko) als Zweiganstalt des Königsberger Diakonissen-Mutterhauses gegründet und eine Krankenpflegeschule betrieben, die bis zu der Zeit des Nationalsozialismus den Namen „Masurische Anstalt“ trug. 1930 wurde die Schule um eine Kindergärtnerinnen- und Hortnerinnenausbildung erweitert.
Das Diakonissenhaus betreibt in Quakenbrück die Altenpflegeeinrichtung Haus Bethanien mit 59 Plätzen in Form einer stationären Einrichtung für pflegebedürftige ältere, gebrechliche und altersverwirrte Menschen, eine Tagesstätte und betreutes Wohnen für Menschen mit körperlichen und seelischen Behinderungen. Weiterhin wird ein Kindergarten mit 116 Plätzen betrieben.
Benannt wurde das Haus nach der biblischen Landschaft Bethanien, einem kleinen Ort in der Nähe Jerusalems.